# Samari Alexandrowitsch Halpern
Samari Alexandrowitsch Halpern (russisch Самарий Александрович Гальперн; * 4. Maijul. / 17. Mai 1904greg. in Białystok; † 15. Februar 1977 in Moskau) war ein russischer Mathematiker und Hochschullehrer.
Im Englischen wird er auch Samarii Aleksandrovich Gal'pern transkribiert.

## Leben
Halpern stammte aus einer Ingenieursfamilie, die 1905 nach Moskau umzog. Er besuchte ab 1913 das 8. Moskauer Gymnasium, das nach der Oktoberrevolution in eine Arbeitsschule umgewandelt wurde. Mathematik lernte er bei dem Pädagogen B. M. Astafjew, der Halperns Begabung entdeckt hatte. 1920 begann er das Studium an der mathematischen Abteilung der physikalisch-mathematischen Fakultät der Universität Moskau (MGU). Nach dem Abschluss 1924 wurde er wissenschaftlicher Mitarbeiter der MGU und lehrte Infinitesimalrechnung für Studenten im ersten Studienjahr. Ein Jahr später begann er die Aspirantur bei Iwan Iwanowitsch Priwalow. Nach dem Abschluss 1929 lehrte Halpern am Lomonossow-Institut für Landwirtschaftsmaschinenbau und leitete dort ab 1931 den Lehrstuhl für Höhere Mathematik.
1932 kehrte Halpern als Dozent an die Fakultät für Mechanik und Mathematik der MGU zurück. 1937 wurde er zum Kandidaten der Wissenschaften promoviert. Er führte nun den Lehrstuhl für Differentialgleichungen und wurde Spezialist für die Theorie der Gewöhnlichen und Partiellen Differentialgleichungen. 1961 folgte die Promotion zum Doktor der Wissenschaften und 1962 die Ernennung zum Professor. Zu seinen Schülern gehörten Wladimir Alexandrowitsch Kondratjew und Boris Rufimowitsch Weinberg.